# 1329
Portal Geschichte | Portal Biografien | Aktuelle Ereignisse | Jahreskalender | Tagesartikel

◄ |
13. Jahrhundert |
14. Jahrhundert
| 15. Jahrhundert | ►

◄ |
1290er |
1300er |
1310er |
1320er
| 1330er | 1340er | 1350er | ►

◄◄ |
◄ |
1325 |
1326 |
1327 |
1328 |
1329
| 1330 | 1331 | 1332 | 1333 | ► | ►►
Staatsoberhäupter  · Nekrolog
| Januar | Januar | Januar | Januar | Januar | Januar | Januar | Januar |
| Kw     | Mo     | Di     | Mi     | Do     | Fr     | Sa     | So     |
| ------ | ------ | ------ | ------ | ------ | ------ | ------ | ------ |
| 52     |        |        |        |        |        |        | 1      |
| 1      | 2      | 3      | 4      | 5      | 6      | 7      | 8      |
| 2      | 9      | 10     | 11     | 12     | 13     | 14     | 15     |
| 3      | 16     | 17     | 18     | 19     | 20     | 21     | 22     |
| 4      | 23     | 24     | 25     | 26     | 27     | 28     | 29     |
| 5      | 30     | 31     |        |        |        |        |        |

| Februar | Februar | Februar | Februar | Februar | Februar | Februar | Februar |
| Kw      | Mo      | Di      | Mi      | Do      | Fr      | Sa      | So      |
| ------- | ------- | ------- | ------- | ------- | ------- | ------- | ------- |
| 5       |         |         | 1       | 2       | 3       | 4       | 5       |
| 6       | 6       | 7       | 8       | 9       | 10      | 11      | 12      |
| 7       | 13      | 14      | 15      | 16      | 17      | 18      | 19      |
| 8       | 20      | 21      | 22      | 23      | 24      | 25      | 26      |
| 9       | 27      | 28      |         |         |         |         |         |

| März | März | März | März | März | März | März | März |
| Kw   | Mo   | Di   | Mi   | Do   | Fr   | Sa   | So   |
| ---- | ---- | ---- | ---- | ---- | ---- | ---- | ---- |
| 9    |      |      | 1    | 2    | 3    | 4    | 5    |
| 10   | 6    | 7    | 8    | 9    | 10   | 11   | 12   |
| 11   | 13   | 14   | 15   | 16   | 17   | 18   | 19   |
| 12   | 20   | 21   | 22   | 23   | 24   | 25   | 26   |
| 13   | 27   | 28   | 29   | 30   | 31   |      |      |

| April | April | April | April | April | April | April | April |
| Kw    | Mo    | Di    | Mi    | Do    | Fr    | Sa    | So    |
| ----- | ----- | ----- | ----- | ----- | ----- | ----- | ----- |
| 13    |       |       |       |       |       | 1     | 2     |
| 14    | 3     | 4     | 5     | 6     | 7     | 8     | 9     |
| 15    | 10    | 11    | 12    | 13    | 14    | 15    | 16    |
| 16    | 17    | 18    | 19    | 20    | 21    | 22    | 23    |
| 17    | 24    | 25    | 26    | 27    | 28    | 29    | 30    |

| Mai | Mai | Mai | Mai | Mai | Mai | Mai | Mai |
| Kw  | Mo  | Di  | Mi  | Do  | Fr  | Sa  | So  |
| --- | --- | --- | --- | --- | --- | --- | --- |
| 18  | 1   | 2   | 3   | 4   | 5   | 6   | 7   |
| 19  | 8   | 9   | 10  | 11  | 12  | 13  | 14  |
| 20  | 15  | 16  | 17  | 18  | 19  | 20  | 21  |
| 21  | 22  | 23  | 24  | 25  | 26  | 27  | 28  |
| 22  | 29  | 30  | 31  |     |     |     |     |

| Juni | Juni | Juni | Juni | Juni | Juni | Juni | Juni |
| Kw   | Mo   | Di   | Mi   | Do   | Fr   | Sa   | So   |
| ---- | ---- | ---- | ---- | ---- | ---- | ---- | ---- |
| 22   |      |      |      | 1    | 2    | 3    | 4    |
| 23   | 5    | 6    | 7    | 8    | 9    | 10   | 11   |
| 24   | 12   | 13   | 14   | 15   | 16   | 17   | 18   |
| 25   | 19   | 20   | 21   | 22   | 23   | 24   | 25   |
| 26   | 26   | 27   | 28   | 29   | 30   |      |      |

| Juli | Juli | Juli | Juli | Juli | Juli | Juli | Juli |
| Kw   | Mo   | Di   | Mi   | Do   | Fr   | Sa   | So   |
| ---- | ---- | ---- | ---- | ---- | ---- | ---- | ---- |
| 26   |      |      |      |      |      | 1    | 2    |
| 27   | 3    | 4    | 5    | 6    | 7    | 8    | 9    |
| 28   | 10   | 11   | 12   | 13   | 14   | 15   | 16   |
| 29   | 17   | 18   | 19   | 20   | 21   | 22   | 23   |
| 30   | 24   | 25   | 26   | 27   | 28   | 29   | 30   |
| 31   | 31   |      |      |      |      |      |      |

| August | August | August | August | August | August | August | August |
| Kw     | Mo     | Di     | Mi     | Do     | Fr     | Sa     | So     |
| ------ | ------ | ------ | ------ | ------ | ------ | ------ | ------ |
| 31     |        | 1      | 2      | 3      | 4      | 5      | 6      |
| 32     | 7      | 8      | 9      | 10     | 11     | 12     | 13     |
| 33     | 14     | 15     | 16     | 17     | 18     | 19     | 20     |
| 34     | 21     | 22     | 23     | 24     | 25     | 26     | 27     |
| 35     | 28     | 29     | 30     | 31     |        |        |        |

| September | September | September | September | September | September | September | September |
| Kw        | Mo        | Di        | Mi        | Do        | Fr        | Sa        | So        |
| --------- | --------- | --------- | --------- | --------- | --------- | --------- | --------- |
| 35        |           |           |           |           | 1         | 2         | 3         |
| 36        | 4         | 5         | 6         | 7         | 8         | 9         | 10        |
| 37        | 11        | 12        | 13        | 14        | 15        | 16        | 17        |
| 38        | 18        | 19        | 20        | 21        | 22        | 23        | 24        |
| 39        | 25        | 26        | 27        | 28        | 29        | 30        |           |

| Oktober | Oktober | Oktober | Oktober | Oktober | Oktober | Oktober | Oktober |
| Kw      | Mo      | Di      | Mi      | Do      | Fr      | Sa      | So      |
| ------- | ------- | ------- | ------- | ------- | ------- | ------- | ------- |
| 39      |         |         |         |         |         |         | 1       |
| 40      | 2       | 3       | 4       | 5       | 6       | 7       | 8       |
| 41      | 9       | 10      | 11      | 12      | 13      | 14      | 15      |
| 42      | 16      | 17      | 18      | 19      | 20      | 21      | 22      |
| 43      | 23      | 24      | 25      | 26      | 27      | 28      | 29      |
| 44      | 30      | 31      |         |         |         |         |         |

| November | November | November | November | November | November | November | November |
| Kw       | Mo       | Di       | Mi       | Do       | Fr       | Sa       | So       |
| -------- | -------- | -------- | -------- | -------- | -------- | -------- | -------- |
| 44       |          |          | 1        | 2        | 3        | 4        | 5        |
| 45       | 6        | 7        | 8        | 9        | 10       | 11       | 12       |
| 46       | 13       | 14       | 15       | 16       | 17       | 18       | 19       |
| 47       | 20       | 21       | 22       | 23       | 24       | 25       | 26       |
| 48       | 27       | 28       | 29       | 30       |          |          |          |

| Dezember | Dezember | Dezember | Dezember | Dezember | Dezember | Dezember | Dezember |
| Kw       | Mo       | Di       | Mi       | Do       | Fr       | Sa       | So       |
| -------- | -------- | -------- | -------- | -------- | -------- | -------- | -------- |
| 48       |          |          |          |          | 1        | 2        | 3        |
| 49       | 4        | 5        | 6        | 7        | 8        | 9        | 10       |
| 50       | 11       | 12       | 13       | 14       | 15       | 16       | 17       |
| 51       | 18       | 19       | 20       | 21       | 22       | 23       | 24       |
| 52       | 25       | 26       | 27       | 28       | 29       | 30       | 31       |

| Januar | Januar | Januar | Januar | Januar | Januar | Januar | Januar |
| Kw     | Mo     | Di     | Mi     | Do     | Fr     | Sa     | So     |
| ------ | ------ | ------ | ------ | ------ | ------ | ------ | ------ |
| 52     |        |        |        |        |        |        | 1      |
| 1      | 2      | 3      | 4      | 5      | 6      | 7      | 8      |
| 2      | 9      | 10     | 11     | 12     | 13     | 14     | 15     |
| 3      | 16     | 17     | 18     | 19     | 20     | 21     | 22     |
| 4      | 23     | 24     | 25     | 26     | 27     | 28     | 29     |
| 5      | 30     | 31     |        |        |        |        |        |

| Februar | Februar | Februar | Februar | Februar | Februar | Februar | Februar |
| Kw      | Mo      | Di      | Mi      | Do      | Fr      | Sa      | So      |
| ------- | ------- | ------- | ------- | ------- | ------- | ------- | ------- |
| 5       |         |         | 1       | 2       | 3       | 4       | 5       |
| 6       | 6       | 7       | 8       | 9       | 10      | 11      | 12      |
| 7       | 13      | 14      | 15      | 16      | 17      | 18      | 19      |
| 8       | 20      | 21      | 22      | 23      | 24      | 25      | 26      |
| 9       | 27      | 28      |         |         |         |         |         |

| März | März | März | März | März | März | März | März |
| Kw   | Mo   | Di   | Mi   | Do   | Fr   | Sa   | So   |
| ---- | ---- | ---- | ---- | ---- | ---- | ---- | ---- |
| 9    |      |      | 1    | 2    | 3    | 4    | 5    |
| 10   | 6    | 7    | 8    | 9    | 10   | 11   | 12   |
| 11   | 13   | 14   | 15   | 16   | 17   | 18   | 19   |
| 12   | 20   | 21   | 22   | 23   | 24   | 25   | 26   |
| 13   | 27   | 28   | 29   | 30   | 31   |      |      |

| April | April | April | April | April | April | April | April |
| Kw    | Mo    | Di    | Mi    | Do    | Fr    | Sa    | So    |
| ----- | ----- | ----- | ----- | ----- | ----- | ----- | ----- |
| 13    |       |       |       |       |       | 1     | 2     |
| 14    | 3     | 4     | 5     | 6     | 7     | 8     | 9     |
| 15    | 10    | 11    | 12    | 13    | 14    | 15    | 16    |
| 16    | 17    | 18    | 19    | 20    | 21    | 22    | 23    |
| 17    | 24    | 25    | 26    | 27    | 28    | 29    | 30    |

| Mai | Mai | Mai | Mai | Mai | Mai | Mai | Mai |
| Kw  | Mo  | Di  | Mi  | Do  | Fr  | Sa  | So  |
| --- | --- | --- | --- | --- | --- | --- | --- |
| 18  | 1   | 2   | 3   | 4   | 5   | 6   | 7   |
| 19  | 8   | 9   | 10  | 11  | 12  | 13  | 14  |
| 20  | 15  | 16  | 17  | 18  | 19  | 20  | 21  |
| 21  | 22  | 23  | 24  | 25  | 26  | 27  | 28  |
| 22  | 29  | 30  | 31  |     |     |     |     |

| Juni | Juni | Juni | Juni | Juni | Juni | Juni | Juni |
| Kw   | Mo   | Di   | Mi   | Do   | Fr   | Sa   | So   |
| ---- | ---- | ---- | ---- | ---- | ---- | ---- | ---- |
| 22   |      |      |      | 1    | 2    | 3    | 4    |
| 23   | 5    | 6    | 7    | 8    | 9    | 10   | 11   |
| 24   | 12   | 13   | 14   | 15   | 16   | 17   | 18   |
| 25   | 19   | 20   | 21   | 22   | 23   | 24   | 25   |
| 26   | 26   | 27   | 28   | 29   | 30   |      |      |

| Juli | Juli | Juli | Juli | Juli | Juli | Juli | Juli |
| Kw   | Mo   | Di   | Mi   | Do   | Fr   | Sa   | So   |
| ---- | ---- | ---- | ---- | ---- | ---- | ---- | ---- |
| 26   |      |      |      |      |      | 1    | 2    |
| 27   | 3    | 4    | 5    | 6    | 7    | 8    | 9    |
| 28   | 10   | 11   | 12   | 13   | 14   | 15   | 16   |
| 29   | 17   | 18   | 19   | 20   | 21   | 22   | 23   |
| 30   | 24   | 25   | 26   | 27   | 28   | 29   | 30   |
| 31   | 31   |      |      |      |      |      |      |

| August | August | August | August | August | August | August | August |
| Kw     | Mo     | Di     | Mi     | Do     | Fr     | Sa     | So     |
| ------ | ------ | ------ | ------ | ------ | ------ | ------ | ------ |
| 31     |        | 1      | 2      | 3      | 4      | 5      | 6      |
| 32     | 7      | 8      | 9      | 10     | 11     | 12     | 13     |
| 33     | 14     | 15     | 16     | 17     | 18     | 19     | 20     |
| 34     | 21     | 22     | 23     | 24     | 25     | 26     | 27     |
| 35     | 28     | 29     | 30     | 31     |        |        |        |

| September | September | September | September | September | September | September | September |
| Kw        | Mo        | Di        | Mi        | Do        | Fr        | Sa        | So        |
| --------- | --------- | --------- | --------- | --------- | --------- | --------- | --------- |
| 35        |           |           |           |           | 1         | 2         | 3         |
| 36        | 4         | 5         | 6         | 7         | 8         | 9         | 10        |
| 37        | 11        | 12        | 13        | 14        | 15        | 16        | 17        |
| 38        | 18        | 19        | 20        | 21        | 22        | 23        | 24        |
| 39        | 25        | 26        | 27        | 28        | 29        | 30        |           |

| Oktober | Oktober | Oktober | Oktober | Oktober | Oktober | Oktober | Oktober |
| Kw      | Mo      | Di      | Mi      | Do      | Fr      | Sa      | So      |
| ------- | ------- | ------- | ------- | ------- | ------- | ------- | ------- |
| 39      |         |         |         |         |         |         | 1       |
| 40      | 2       | 3       | 4       | 5       | 6       | 7       | 8       |
| 41      | 9       | 10      | 11      | 12      | 13      | 14      | 15      |
| 42      | 16      | 17      | 18      | 19      | 20      | 21      | 22      |
| 43      | 23      | 24      | 25      | 26      | 27      | 28      | 29      |
| 44      | 30      | 31      |         |         |         |         |         |

| November | November | November | November | November | November | November | November |
| Kw       | Mo       | Di       | Mi       | Do       | Fr       | Sa       | So       |
| -------- | -------- | -------- | -------- | -------- | -------- | -------- | -------- |
| 44       |          |          | 1        | 2        | 3        | 4        | 5        |
| 45       | 6        | 7        | 8        | 9        | 10       | 11       | 12       |
| 46       | 13       | 14       | 15       | 16       | 17       | 18       | 19       |
| 47       | 20       | 21       | 22       | 23       | 24       | 25       | 26       |
| 48       | 27       | 28       | 29       | 30       |          |          |          |

| Dezember | Dezember | Dezember | Dezember | Dezember | Dezember | Dezember | Dezember |
| Kw       | Mo       | Di       | Mi       | Do       | Fr       | Sa       | So       |
| -------- | -------- | -------- | -------- | -------- | -------- | -------- | -------- |
| 48       |          |          |          |          | 1        | 2        | 3        |
| 49       | 4        | 5        | 6        | 7        | 8        | 9        | 10       |
| 50       | 11       | 12       | 13       | 14       | 15       | 16       | 17       |
| 51       | 18       | 19       | 20       | 21       | 22       | 23       | 24       |
| 52       | 25       | 26       | 27       | 28       | 29       | 30       | 31       |

## Ereignisse

### Politik und Weltgeschehen

#### Heiliges Römisches Reich

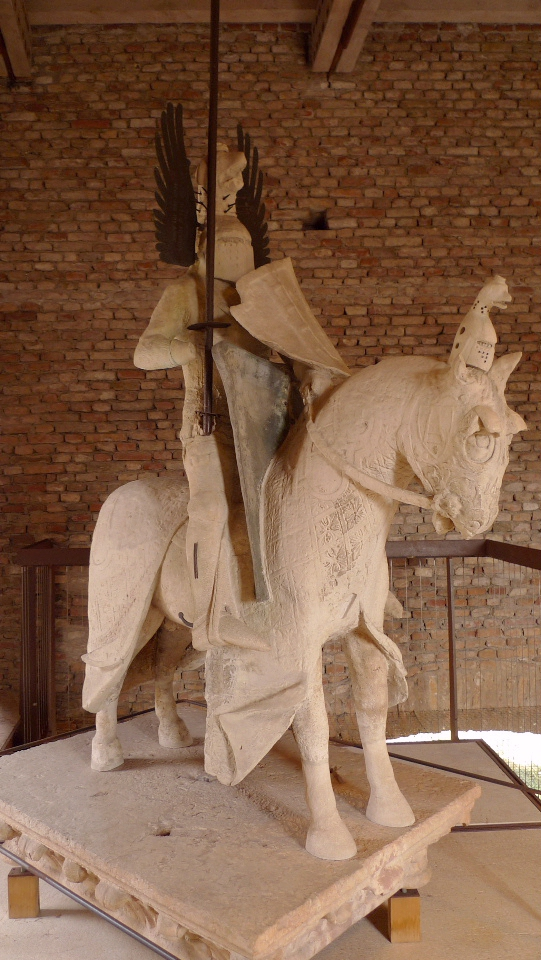
Reiterstandbild Mastinos II. im Castelvecchio in Verona

- 22. Juli: Vier Tage, nachdem er die Stadt Treviso eingenommen hat, stirbt Cangrande I. della Scala aus dem Haus der Scaliger, an einer Digitalisvergiftung. Sein Neffe und bisheriger Mitregent Alberto II. della Scala macht seinen jüngeren Bruder Mastino II. della Scala zum neuen Mitregenten in Verona. Gemeinsam dehnen sie das Herrschaftsgebiet der Stadt in den nächsten Jahren aus.
- 4. August: Im Hausvertrag von Pavia wird Bayern geteilt. Kaiser Ludwig der Bayer behält Oberbayern und Gebiete nördlich von Regensburg, die Erben seines Bruders Rudolf, Rudolf II. und Ruprecht I.,  erhalten die Rheinpfalz und die Oberpfalz.

#### Westeuropa
- 7. Juni: Schottische Unabhängigkeitskriege: Robert the Bruce stirbt im Alter von 55 Jahren beim Rittergut Cardross in Dunbartonshire. Seit einigen Jahren hat er laut zeitgenössischen Berichten an einer „unsauberen Krankheit“ gelitten. Dabei könnte es sich um Lepra handeln. Auch Syphilis, Schuppenflechte oder eine Reihe von Schlaganfällen liegen im Bereich des Möglichen. Nachfolger als König von Schottland wird sein Sohn David II.
- 4. November: Aymon wird nach dem Tod seines Bruders Eduard Graf von Savoyen. Er reformiert in den nächsten Jahren die Verwaltung, das Justizwesen und das Finanzwesen des Landes.

#### Kleinasien
- 10./11. Juni: Die Schlacht von Pelekanon bei Nikomedia zwischen einem byzantinischen Stoßtrupp unter Kaiser Andronikos III. und einer osmanischen Armee unter Sultan Orhan I. endet mit einem Sieg der Osmanen. Danach erfolgt von byzantinischer Seite kein Versuch mehr, die kleinasiatischen Städte vor den Osmanen zu schützen.

#### Kaiserreich China

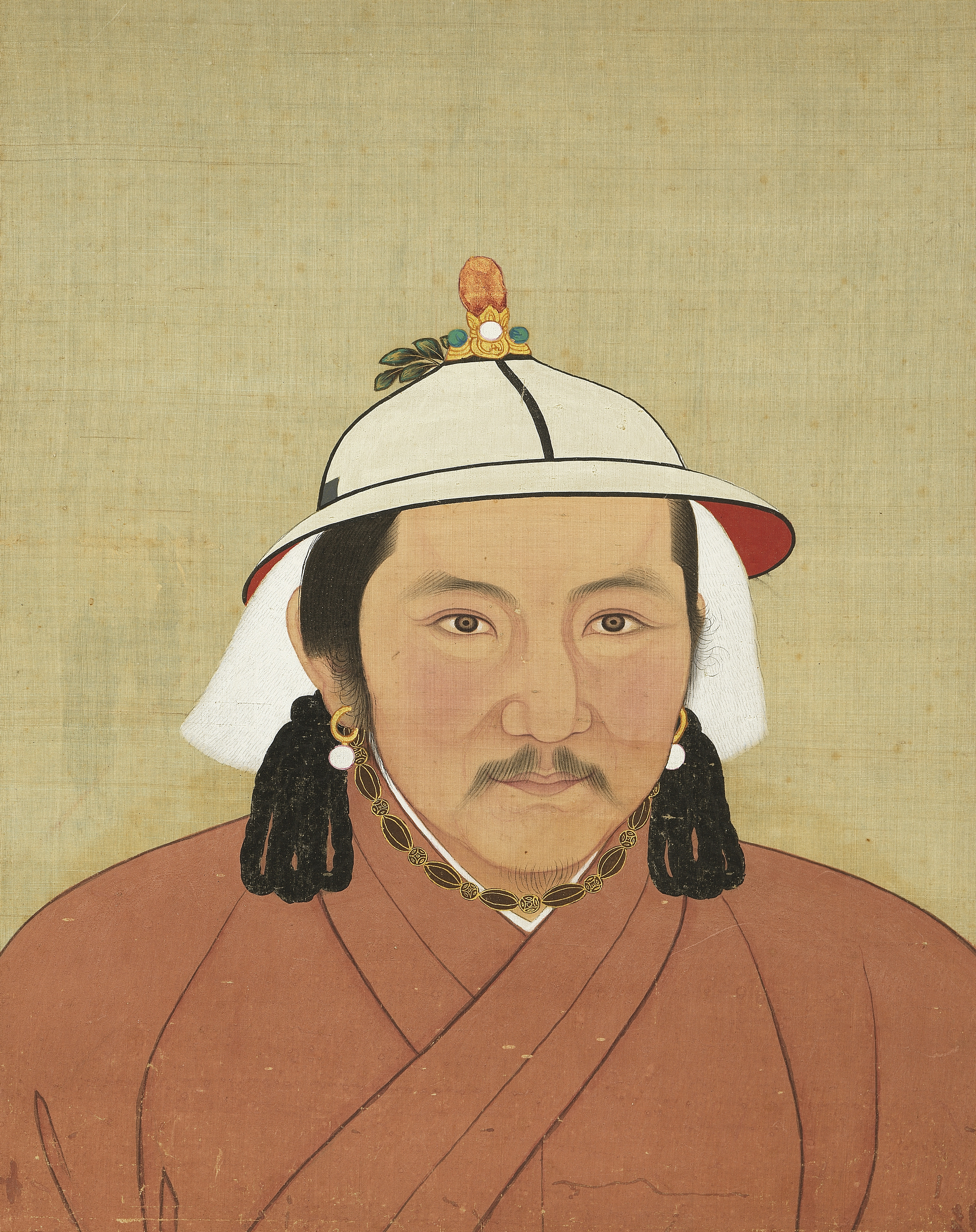
Toqa Timur

- Frühjahr: Toqa Timur, Kaiser von China aus der Yuan-Dynastie, dankt zugunsten seines älteren Bruders Qoshila ab. Dieser wird aber schon am 30. August bei einem Bankett ermordet, was Toqa Timur wieder auf den Thron bringt. Toqa Timur gilt im Gegensatz zu Qoshila als Vertreter der chinesischen Partei bei Hofe, seine Regierung ist jedoch vollständig von General El Temür abhängig, der ihn im Vorjahr auf den Thron gebracht hat.

#### Urkundliche Ersterwähnungen
- Erste urkundliche Erwähnung von Farnern, Marktleugast, Reubach, Ringe und Zoznegg.

### Wirtschaft
- 8. November: Im Heiligen Römischen Reich wird in Breslau erstmals ein Arbeitskampf in einer Urkunde dokumentiert. Die Gürtlergesellen streiken dort ein Jahr lang. Die Meister einigen sich, bei Geldbuße keinen der Streikenden bei sich zu beschäftigen.

### Religion und Kultur
- 27. März: In der Päpstlichen Bulle In agro dominico verurteilt Papst Johannes XXII. 28 Lehrsätze Meister Eckharts. Damit endet das Inquisitionsverfahren gegen Eckhart, der schon vor der Veröffentlichung der Bulle gestorben ist. Der Papst bezeichnet 17 Thesen als häretisch, elf als häresieverdächtig.
- Heinrich V. Schenk von Reicheneck wird als Nachfolger des am 27. März gestorbenen Friedrich III. von Leuchtenberg Fürstbischof von Eichstätt. Der papsttreue Heinrich wird jedoch von Kaiser Ludwig dem Bayern vorläufig nicht anerkannt.
- 15. April: Johannes XXII. befiehlt dem Kölner Erzbischof Heinrich II. von Virneburg, die Bulle in seiner Kirchenprovinz zu veröffentlichen. Diese umfasst außer dem Erzbistum Köln die Bistümer Lüttich, Utrecht, Münster und Minden.
- 9. August: Mit der Bulle Romanus Pontifex gründet Papst Johannes XXII. das Bistum Quilon als erstes Bistum in Indien.
- 16. November: Mit der Päpstlichen Bulle Quia vir reprobus wird der Streit zwischen Papst Johannes XXII. und den Franziskanern über den franziskanischen Armutsbegriff fortgesetzt. Im bald darauf folgende Generalkapitel der Franziskaner wird ein Großteil der Ordensoberen abgesetzt und durch papstfreundliche Personen ersetzt. Der Armutsstreit ist damit beendet.
- Die katholische Kirche in Georgien wird unter Georg V. gegründet.
- An der Stelle des heutigen Glockenturms Iwan des Großen wird als Teil des Moskauer Kreml eine kleine Johannes-Kirche errichtet.

## Geboren

### Geburtsdatum gesichert
- 6. Januar: Ulman Stromer, Nürnberger Großhändler, Fabrikant und Ratsherr († 1407)
- 19. Mai: William de Ros, englischer Adeliger, Militär und Politiker († 1352)
- 20. Juni: William Montagu, 2. Earl of Salisbury, englischer Adeliger, Militär und Magnat († 1397)
- 26. September: Anna von der Pfalz, zweite Frau Kaiser Karls IV., deutsche Königin und Königin von Böhmen († 1353)
- 22. November: Elisabeth von Meißen, Burggräfin von Nürnberg († 1375)
- 29. November: Johann I., Herzog von Niederbayern († 1340)

### Genaues Geburtsdatum unbekannt
- Abū ʿInān Fāris, Sultan der Meriniden in Marokko († 1358)
- Aliénor de Comminges, Herrin von Meyrargues und Vicomtesse de Turenne († 1402)
- Elisabeth von Bayern, Herrin von Verona und Gräfin von Württemberg († 1402)
- Pierre Roger de Beaufort, unter dem Namen Gregor XI. Papst († 1378)
- Orgyen Lingpa, Person des tibetischen Buddhismus († 1360 oder 1367)
- Philipp II., Fürst von Tarent und Achaia, sowie Titularkaiser von Konstantinopel († 1374)
- Winand Bock von Pommern, deutscher Kanoniker und Domherr in Trier († 1415)

### Geboren um 1329
- Lazar Hrebeljanović, serbischer Fürst und Märtyrer der serbisch-orthodoxen Kirche († 1389)

## Gestorben

### Todesdatum gesichert
- 17. Januar: Rosaline von Villeneuve, französische Adelige und Kartäuserin, Heilige der katholischen Kirche (* 1263)
- 20. Januar: Walter Norwich, englischer Beamter, Richter und Minister
- 21. Januar: Heinrich II., Fürst von Mecklenburg
- 26. Februar: Oschin von Korykos, Regent des Armenischen Königreichs von Kilikien
- 5. März: Juditha von Habsburg, Gräfin von Oettingen (* 1302)
- 27. März: Friedrich III. von Leuchtenberg, Fürstbischof von Eichstätt
- 9. Mai: John Droxford, englischer Minister und Geistlicher
- 31. Mai: Albertino Mussato, italienischer Frühhumanist, Dichter und Geschichtsschreiber (* 1261)

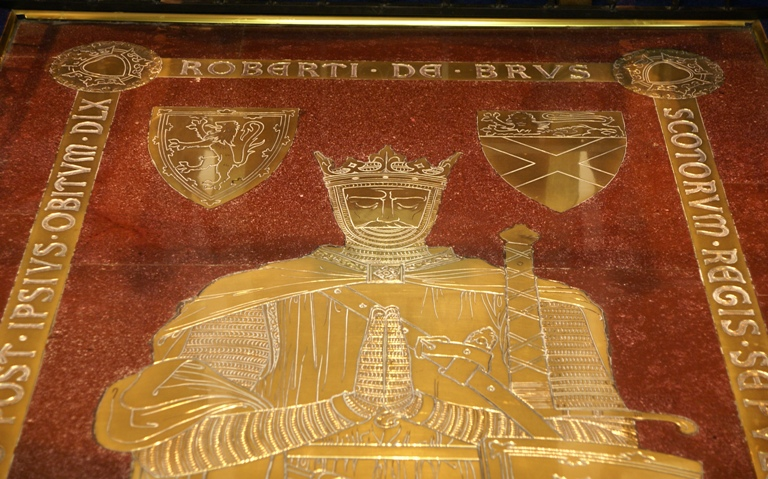
Rekonstruktion der Bronzeplatte über der Grabstätte von Robert I. in der Dunfermline Abbey

- 7. Juni: Robert I. the Bruce, König von Schottland (* 1274)
- 25. Juni: Konrad IV. von Schöneck, Bischof von Worms

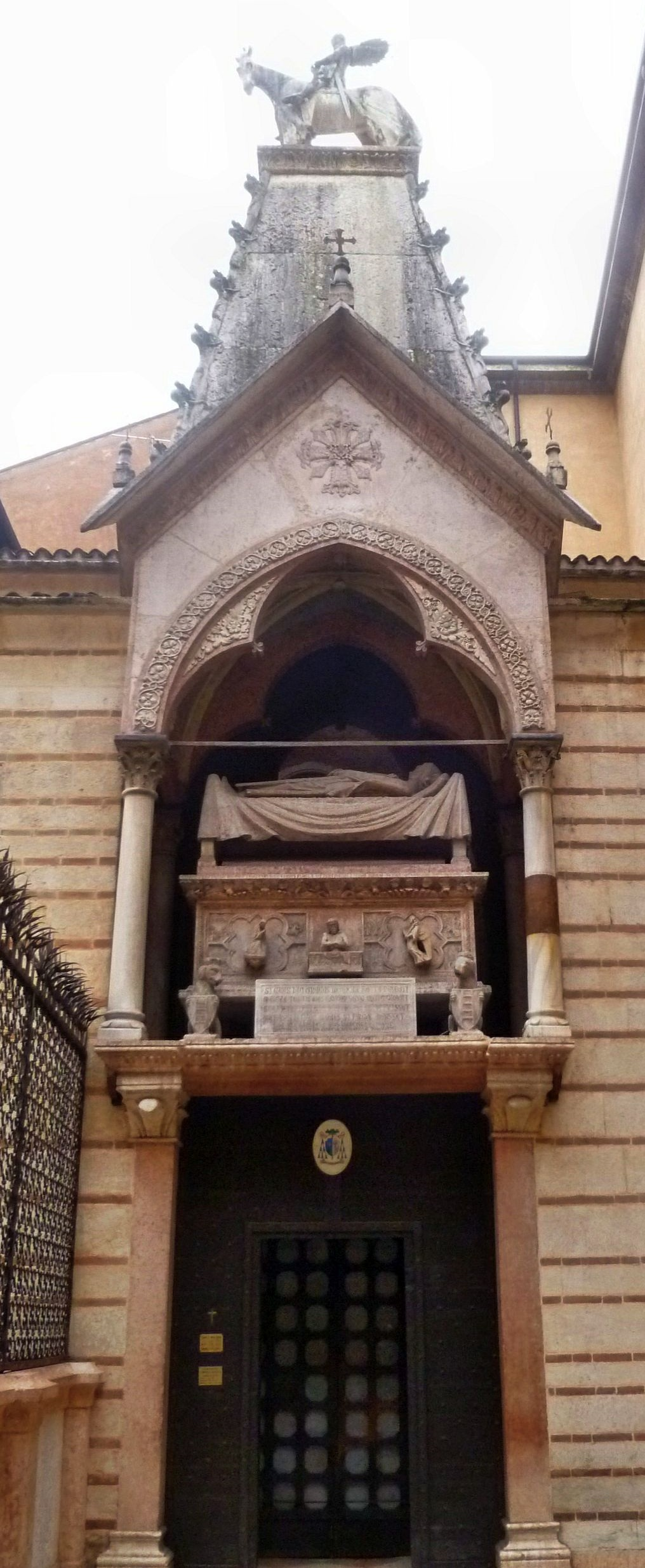
Grabmal Cangrande I. della Scala

- 22. Juli: Cangrande I. della Scala, Stadtherr (Signore) von Verona (* 1291)
- 21. August: Arnold Wlome, deutscher Kaufmann und Ratsherr der Hansestadt Lübeck
- 26. August: Heinrich von Leipa, Marschall des böhmischen Königs Johann von Luxemburg (* um 1270)
- 30. August: Qutugku Khan, Chagan der Mongolen und Kaiser von China aus der mongolischen Yuan-Dynastie (* 1300)
- 5. September: Marco I. Visconti, italienischer Politiker und Heerführer (* um 1280)
- um 6. September: Engelbert I., Graf von Ziegenhain und Nidda zu Nidda (* vor 1270)
- 4. November: Eduard, Graf von Savoyen (* um 1273)
- 18. November: Alberghetto II. Manfredi, italienischer Adeliger, Herr von Faenza und Imola
- 27. November: Mathilde, Gräfin von Artois, Pfalzgräfin von Burgund und Pair von Frankreich (* um 1270)
- 29. November: Friedrich von Regensburg, Laienbruder des Augustinerordens

### Genaues Todesdatum unbekannt
- Anna von Nassau-Hadamar, deutsche Adelige (* 1299)
- Sciarra Colonna, römischer Adeliger (* um 1270)
- Johann II., Fürstbischof von Bamberg
- Walter V., Herr von Châtillon, Graf von Porcéan und Connétable von Frankreich (* um 1249)

### Gestorben um 1329
- Maol Íosa, 7. Earl of Strathearn, schottischer Adeliger (* zwischen 1275 und 1280)